# West Rutland (Vermont, statisztikai település)
West Rutland statisztikai település az USA Vermont államában, Rutland megyében. Lakosainak száma 1898 fő (2020. április 1.).

## Népesség
A település népességének változása:

| 2010 | 2 024 |
| 2020 | 1 898 |